# 飛田新地
34°38′39.57″N 135°30′19.60″E / 34.6443250°N 135.5054444°E
飛田新地（日语：／ Tobita Shinchi */?），又稱飛田遊廓（日语：／ Tobita Yūkaku */?），是西日本最大的紅燈區，位於大阪府大阪市西成區。1958年以後，日本開始禁止賣淫，但是實際上這裏的妓院依然以料理店的名義運營。

## 交通
- 今池停留場、今船停留場 - 阪堺電氣軌道阪堺線（路面電車）
- 動物園前車站 - 大阪市營地下鐵御堂筋線、堺筋線
- 新今宮車站 -　JR西日本大阪環狀線、南海電鐵南海本線

另外，JR西日本、大阪市營地下鐵的天王寺車站，近鐵南大阪線的大阪阿部野橋車站亦能步行前往。

## 注意事項
為了保護性工作者的個人隱私，嚴禁拍照與錄影，如遇到會遭到黑道或商家制止。Google街景曾有店家開門營業時，性工作者等待客人上門的街景圖，引起非議後已替換成店家拉下鐵門未營業的街景圖。

## 著名人物
- 夏目奈奈

## 參閱
1. ↑  "Kansai's red lights still glowing strong," Mainichi Daily News, October 14, 2006 []
2. ↑  . 自由時報. 2017-02-13  [2020-08-02]. （原始内容存档于2018-12-15）. （页面存档备份，存于）